# Missões diplomáticas de Marrocos

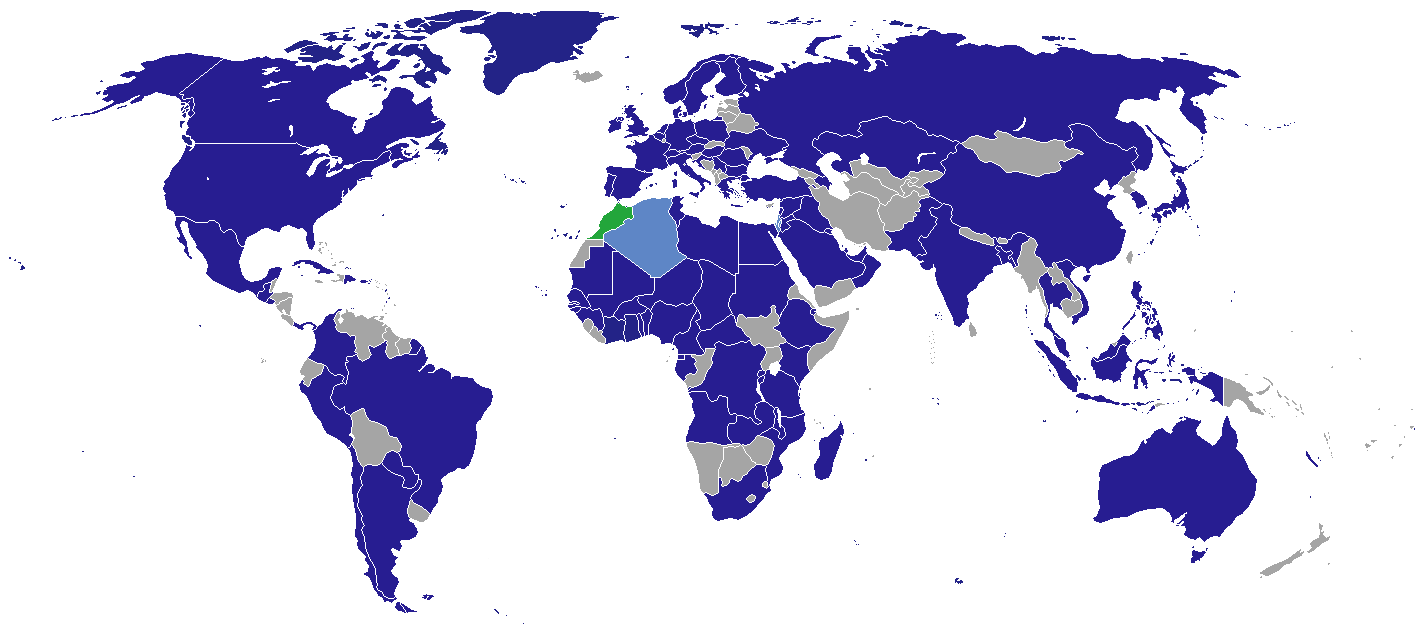
Missões diplomáticas do Marrocos.

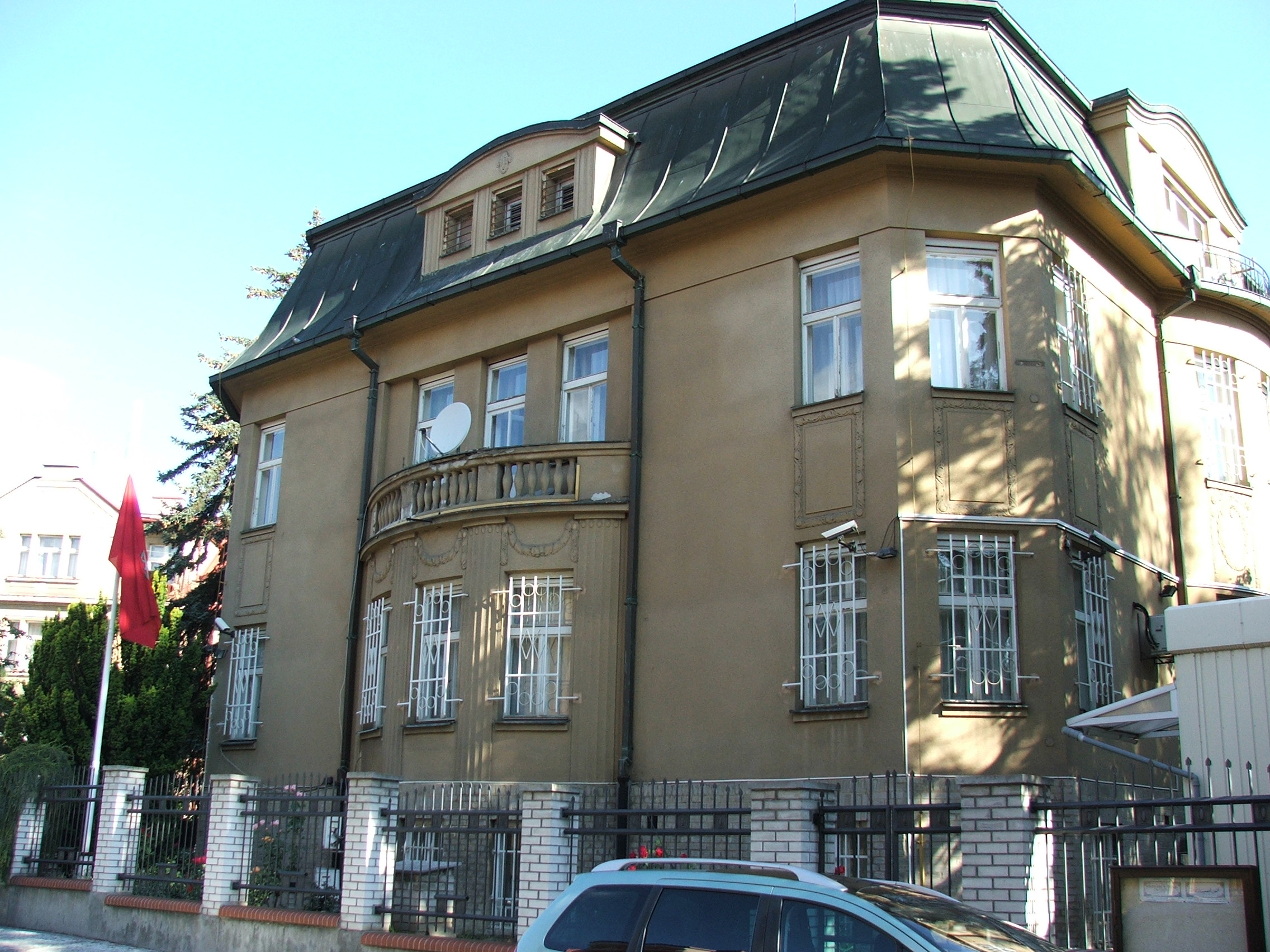
Embaixada do Marrocos em Praga, República Tcheca.

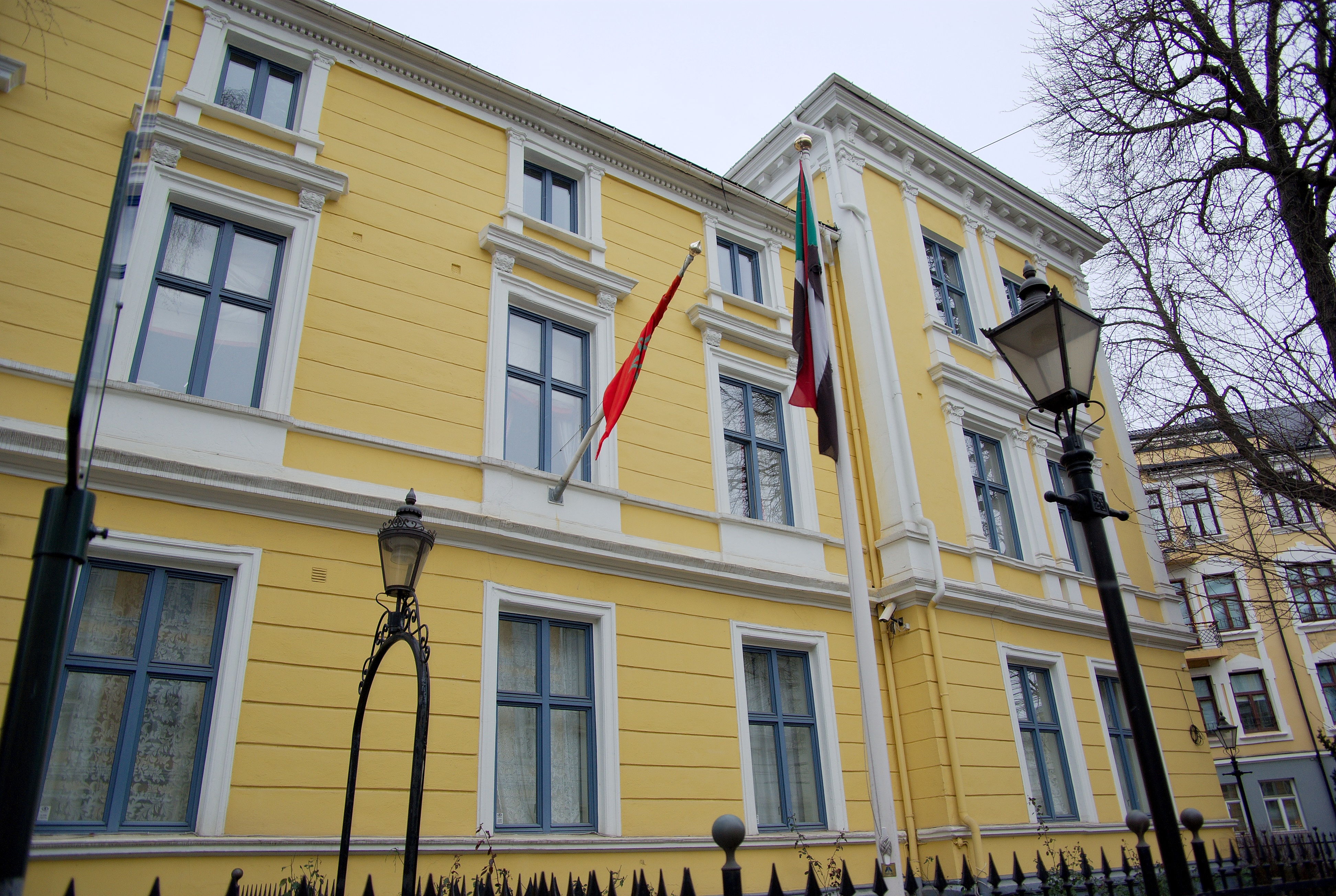
Embaixada do Marrocos em Oslo, Noruega.

Marrocos é o único país africano que não faz parte da União Africana, porque Saara Ocidental (território que o Marrocos controla) foi aceito como membro. Abaixo se encontram as embaixadas e/ou consulados do Marrocos:

## Europa
- Alemanha
  - Berlim (Embaixada)
  - Düsseldorf (Consulado-Geral)
  - Frankfurt (Consulado-Geral)
- Áustria
  - Viena (Embaixada)
- Azerbaijão
  - Baku (Embaixada)
- Bélgica
  - Bruxelas (Embaixada)
  - Antuérpia (Consulado-Geral)
  - Lieja (Consulado-Geral)
- Bulgária
  - Sófia (Embaixada)
- Dinamarca
  - Copenhague (Embaixada)
- Espanha
  - Madrid (Embaixada)
  - Algeciras (Consulado-Geral)
  - Almeria (Consulado-Geral)
  - Barcelona (Consulado-Geral)
  - Bilbao (Consulado-Geral)
  - Las Palmas de Gran Canaria (Consulado-Geral)
  - Sevilha (Consulado-Geral)
  - Tarragona (Consulado-Geral)
  - Valência (Consulado-Geral)
- Finlândia
  - Helsinque (Embaixada)
- França
  - Paris (Embaixada)
  - Bastia (Consulado-Geral)
  - Bordéus (Consulado-Geral)
  - Colombes (Consulado-Geral)
  - Dijon (Consulado-Geral)
  - Estrasburgo (Consulado-Geral)
  - Lyon (Consulado-Geral)
  - Lille (Consulado-Geral)
  - Marselha (Consulado-Geral)
  - Montpellier (Consulado-Geral)
  - Orleans (Consulado-Geral)
  - Pontoise (Consulado-Geral)
  - Rennes (Consulado-Geral)
  - Toulouse (Consulado-Geral)
  - Villemomble (Consulado-Geral)
- Grécia
  - Atenas (Embaixada)
- Hungria
  - Budapeste (Embaixada)
- Irlanda
  - Dublim (Embaixada)
- Itália
  - Roma (Embaixada)
  - Bolonha (Consulado-Geral)
  - Milão (Consulado-Geral)
  - Palermo (Consulado-Geral)
  - Turim (Consulado-Geral)
- Noruega
  - Oslo (Embaixada)
- Países Baixos
  - Haia (Embaixada)
  - Amsterdã (Consulado-Geral)
  - Kapelle-op-den-Bos (Consulado-Geral)
  - Roterdam (Consulado-Geral)
  - Utrecht (Consulado-Geral)
- Polónia
  - Varsóvia (Embaixada)
- Portugal
  - Lisboa (Embaixada)
- Reino Unido
  - Londres (Embaixada)
- Chéquia
  - Praga (Embaixada)
- Roménia
  - Bucareste (Embaixada)
- Rússia
  - Moscou (Embaixada)
- Sérvia
  - Belgrado (Embaixada)
- Suécia
  - Estocolmo (Embaixada)
- Suíça 
  - Berna (Embaixada)
- Ucrânia
  - Kiev (Embaixada)
- Vaticano
  - Cidade do Vaticano (situada em Roma) (Embaixada)

## América
- Argentina
  - Buenos Aires (Embaixada)
- Brasil
  - Brasília (Embaixada)
- Canadá
  - Ottawa (Embaixada)
  - Montreal (Consulado-Geral)
- Chile
  - Santiago (Embaixada)
- Colômbia
  - Bogotá (Embaixada)
- Estados Unidos
  - Washington DC (Embaixada)
  - Nova Iorque (Consulado-Geral)
- México
  - Cidade do México (Embaixada)
- Peru
  - Lima (Embaixada)
- República Dominicana
  - São Domingos (Embaixada)

## Oriente Médio
- Arábia Saudita
  - Riad (Embaixada)
  - Jedda (Consulado-Geral)
- Bahrein
  - Manama (Embaixada)
- Emirados Árabes Unidos
  - Abu Dhabi (Embaixada)
- Jordânia
  - Amã (Embaixada)
- Kuwait
  - Cidade do Kuwait (Embaixada)
- Líbano
  - Beirute (Embaixada)
- Omã
  - Mascate (Embajada)
- Catar
  - Doha (Embaixada)
- Síria
  - Damasco (Embaixada)
- Turquia
  - Ankara (Embaixada)
- Iêmen
  - Sana (Embaixada)

## África
- Angola
  - Luanda (Embaixada)
- Argélia
  - Argel (Embaixada)
  - Oran (Consulado-Geral)
  - Sidi Bel Abbès (Consulado-Geral)
- Burquina Fasso
  - Ouagadougou (Embaixada)
- Camarões
  - Yaoundé (Embaixada)
- Costa do Marfim
  - Abidjã (Embaixada)
- Egito
  - Cairo (Embaixada)
- Etiópia
  - Adis-Abeba (Embaixada)
- Gabão
  - Libreville (Embaixada)
- Gana
  - Accra (Embaixada)
- Guiné
  - Conacri (Embaixada)
- Guiné Equatorial
  - Malabo (Embaixada)
- Quênia
  - Nairóbi (Embaixada)
- Líbia
  - Trípoli (Embaixada)
  - Bengasi (Consulado-Geral)
- Madagáscar
  - Antananarivo (Embaixada)
- Mali
  - Bamako (Embaixada)
- Mauritânia
  - Nouakchott (Embaixada)
  - Nuadibu (Consulado-Geral)
- Níger
  - Niamey (Embaixada)
- Nigéria
  - Abuja (Embaixada)
- República Centro-Africana
  - Bangui (Embaixada)
- República Democrática do Congo
  - Kinshasa (Embaixada)
- Senegal
  - Dakar (Embaixada)
- África do Sul
  - Pretória (Embaixada)
- Sudão
  - Cartum (Embaixada)
- Tunísia
  - Túnis (Embaixada)

## Ásia
- Bangladesh
  - Dacca (Embaixada)
- China
  - Pequim (Embaixada)
- Coreia do Sul
  - Seul (Embaixada)
- Índia
  - Nova Délhi (Embaixada)
- Indonésia
  - Jacarta (Embaixada)
- Japão
  - Tóquio (Embaixada)
- Malásia
  - Kuala Lumpur (Embaixada)
- Paquistão
  - Islamabad (Embaixada)
- Tailândia
  - Bangkok (Embaixada)
- Vietname
  - Hanói (Embaixada)

## Oceania
- Austrália
  - Camberra (Embaixada)

## Organizações multilaterais
- Bruxelas (Missão permanente do Marrocos ante a União Europeia)
- Cairo (Missão permanente do Marrocos ante a Liga Árabe)
- Genebra (Missão permanente do Marrocos ante as Nações Unidas e outras organizações internacionais)
- Nairóbi (Missão permanente do Marrocos ante as Nações Unidas e outras organizações internacionais)
- Nova Iorque (Missão permanente do Marrocos ante as Nações Unidas)
- Paris (Missão permanente do Marrocos ante a Unesco)
- Roma (Missão permanente do Marrocos ante a Organização das Nações Unidas para a Agricultura e a Alimentação)
- Viena (Missão permanente do Marrocos ante as Nações Unidas)